# Vzdálená správa
Vzdálená správa je v informatice označení pro jakoukoliv metodu ovládání počítače ze vzdáleného místa (typicky pomocí počítačové sítě, Internetu).
Programy umožňující vzdálenou správu jsou stále běžnější a používanější zejména, když je obtížnější nebo nepraktické být fyzicky u používaného systému. Vzdáleným místem můžeme chápat vedlejší místnost nebo druhý konec světa. Může jít o legální nebo nelegální (cracking) vzdálený přístup (tzv. Owned, využití Trojského koně a podobně).

## Požadavky

### Připojení k Internetu
Vzdáleně spravován může být jakýkoliv počítač s Internetovým připojením (TCP/IP nebo Local Area Network).
Pro bezpečnou správu musí uživatel nainstalovat nebo povolit serverový nástroj na hostitelském systému, aby mohl být viděn. Poté může uživatel/klient přistupovat k hostitelskému systému z jiného počítače používající nainstalovaný nástroj.
Obvykle by oba systémy měly být připojeny k internetu s tím, že musí být známa IP adresa serveru/hosta. Vzdálená správa je tedy méně praktická pokud hostitel používá vytáčené připojení, které není neustále online a často má Dynamickou IP.

### Spojení
Když se klient připojí k hostitelskému počítači, obvykle se objeví okno zobrazující plochu hostitele. Klient pak může kontrolovat hostitelský počítač, jako by on/ona seděli přímo za ním.
Dražší verze desktopových systémů z řady Windows NT (např. Windows XP, Windows 7, Windows 10) mají zabudovanou podporu vzdálené správy s názvem Vzdálená správa počítače, která používá protokol RDP, avšak je omezena na možnost připojení jediného uživatele (po připojení nemůže pracovat ani uživatel, který u desktopu sedí). Serverové verze řady Windows NT nabízejí pomocí stejného protokolu tzv. Remote Desktop Services, které umožňují pracovat na počítači (serveru) pomocí vzdáleného přístupu více uživatelům zároveň. Příkladem volně šiřitelné a multiplatformní alternativy je nástroj VNC, který nabízí podobné funkce.
V unixových systémech je vzdálená správa typicky standardní součástí a není uměle omezována.

## Běžné úkoly, pro které se používá vzdálená správa

### Vypnutí
- Vypnutí nebo restartování cizího počítače v síti.

### Přístup k periferiím
- Použití sítového zařízeni jako tiskárna
- Načítání streamovaných dat jako u kamerového systému.

### Modifikace
- Editovat nastavení registrů jiného počítače
- Modifikace systémových služeb
- Instalování programů na jiné počítače
- Modifikace logických skupin

### Prohlížení
- Vzdáleně pomáhat ostatním
- Dohlížení na počítače
- Přístup k vzdáleným systémům („Computer Management“)

### Hackování
Počítače infikované malwarem jako Trojský kůň (program) někdy otevírají zadní vrátka do počítače a umožňují útočníkovi hacknutí a ovládání počítače. Útočník tak může přidávat, upravovat nebo mazat soubory.

## Bezdrátová vzdálená správa
Software Vzdálená správy se v poslední době začal objevovat na bezdrátových zařízení, jako je například BlackBerry, Pocket PC.
Obecně tato řešení neposkytují plný dálkový přístup, jako je VNC nebo Terminal Services, ale umožňují správcům provádět různé úkony, jako restart počítače, resetování hesla a zobrazení protokolů událostí systému, čímž se sníží nebo dokonce eliminuje potřeba systém správcům nosit notebook nebo být v dosahu kanceláře.